# Metin Kaplan
Metin Kaplan (ur. 18 września 1963) – turecki zapaśnik walczący w stylu wolnym. Zajął siódme miejsce na mistrzostwach świata w 1989. Triumfator mistrzostw Europy w 1991, czwarty w 1990 i piąty w 1986. Trzeci w Pucharze Świata w 1990 roku.